# Atlantische kustwoestijn
De Atlantische kustwoestijn (Engels: Atlantic coastal desert) vormt een ecoregio in het noordwestelijke deel van Noord-Afrika. De ecoregio bestaat uit woestijnen en droge struwelen en bevindt zich in de Westelijke Sahara en Mauritanië. De totale oppervlakte van de ecoregio is 39.900 vierkante kilometer. 

## Ligging en klimaat
Het is de meest westelijk gelegen ecoregio in de Saharawoestijn van Noord-Afrika en bestaat uit een smalle strook land langs de Atlantische kust. Deze ecoregio beslaat de overgrote meerderheid van de 1110 kilometer lange kustlijn van de Westelijke Sahara, van Al Ajoen en verder zuidwaarts, en ongeveer twee derde van de 754 kilometer lange kustlijn van Mauritanië. Het is een dunbevolkt gebied, de belangrijkste steden zijn hier Nouakchott, de hoofdstad van Mauritanië, en de havenstad Nouadhibou, gelegen in het noorden van Mauritanië. In het westen wordt de ecoregio begrensd door de Atlantische Oceaan, in het oosten door de steppe en boslanden van de Noord-Sahara, in het noorden door de mediterrane Acacia-Argania droge boslanden en in het zuiden door de Acacia savanne van de Sahel. 
De hoogtes binnen de ecoregio variëren tussen zeeniveau en maximaal 200 meter. Een groot deel van de kust bestaat uit kliffen van 20 tot 50 meter hoog, meer landinwaarts strekt zich een zand- of grindachtig hamada-plateau uit. Het klimaat is extreem heet en droog, met slechts een kleine hoeveelheid aan toevallige regenval. Daarentegen veroorzaakt de koele Canarische stroom vanaf de Atlantische Oceaan veelal mistig en heiig weer, wat voldoende vocht biedt aan een verscheidenheid aan plantensoorten. Door condensatie van deze nevels kunnen korstmossen groeien op struiken en op de kale grond tussen vaatplanten.

## Flora
Vanuit de plantengeografie wordt de ecoregio gezien als een regionaal overgangsgebied naar de Sahara. De ecoregio heeft een veel dichtere begroeiing dan andere delen van de Sahara en is ook relatief rijk aan plantensoorten. In het noorden wordt de ecoregio gekenmerkt door Euphorbia-soorten gedomineerd succulent struikgewas en Argania spinosa-struwelen. In de landstreek Saguia el Hamra, gelegen in de huidige Westelijke Sahara, verdwijnt deze vegetatie. 
In het noordelijke deel van de ecoregio komen verspreid succulente struiken voor, met name de soorten Euphorbia regis-jubae, Euphorbia echinus en Senecio anteuphorbium. Meer naar het zuiden, langs de kust van Mauritanië, komen er soorten voor die ook in de Sahara en de Sahel voorkomen. Soorten als Acacia tortilis, Maerua crassifolia, Salvadora persica en Balanites aegyptiaca komen er veelvuldig voor. Langs de kust komen veel halofytische soorten voor uit de geslachten Suaeda, Atriplex en Zygophyllum, samen met planten als Salsola longifolia, Heliotropium undulatum en Lycium intricatum.

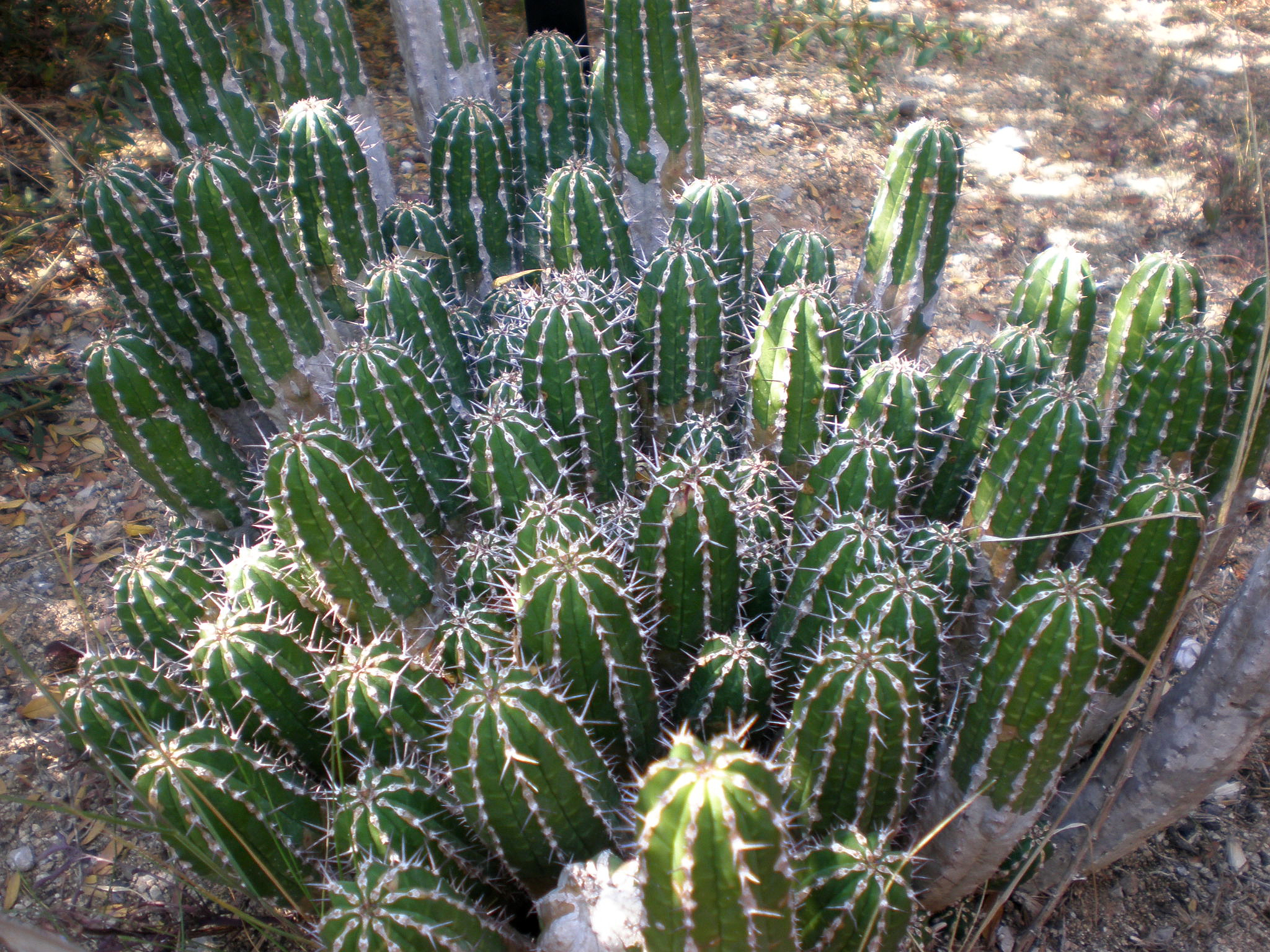
Euphorbia echinus
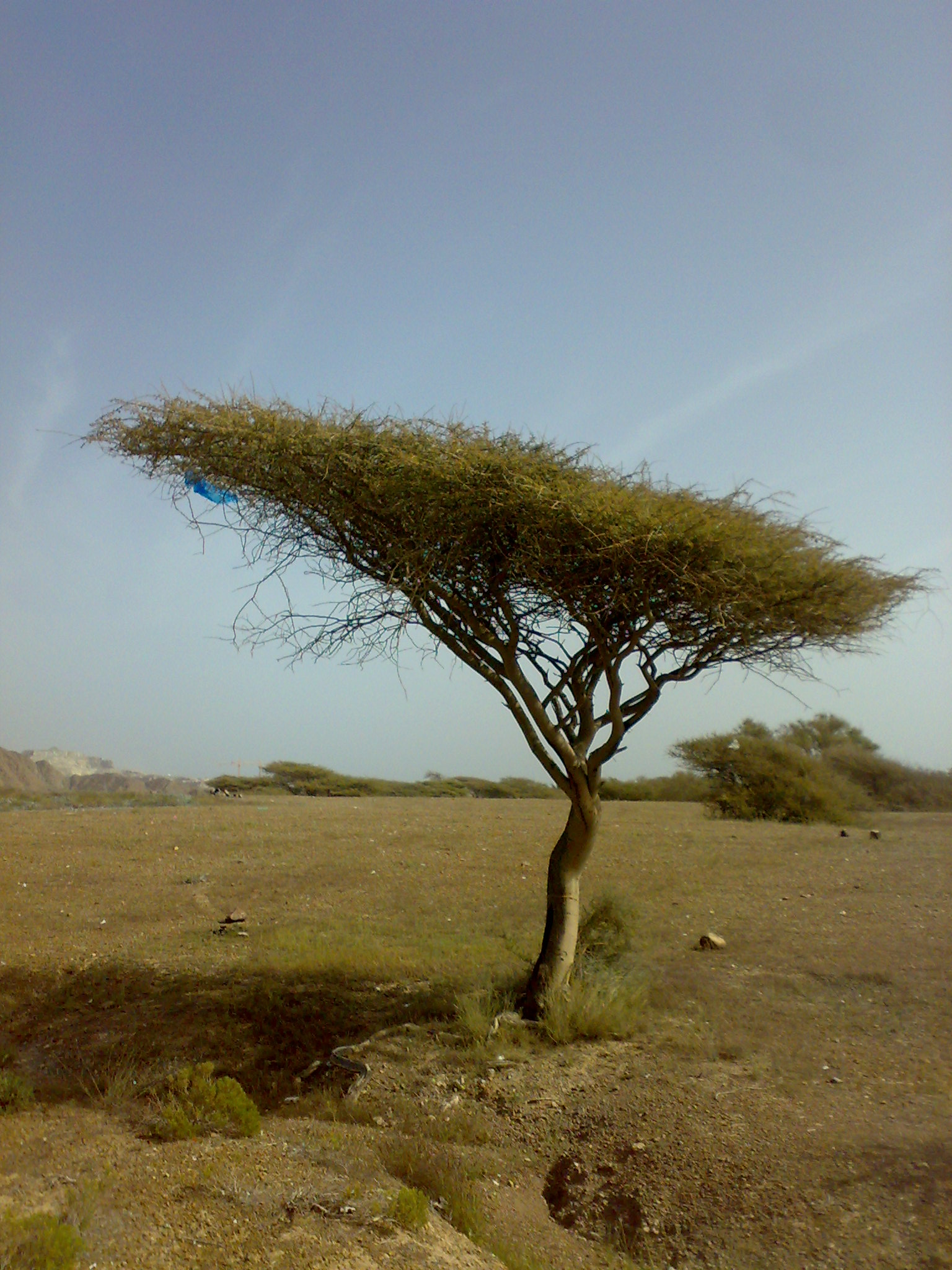
Acacia tortilis
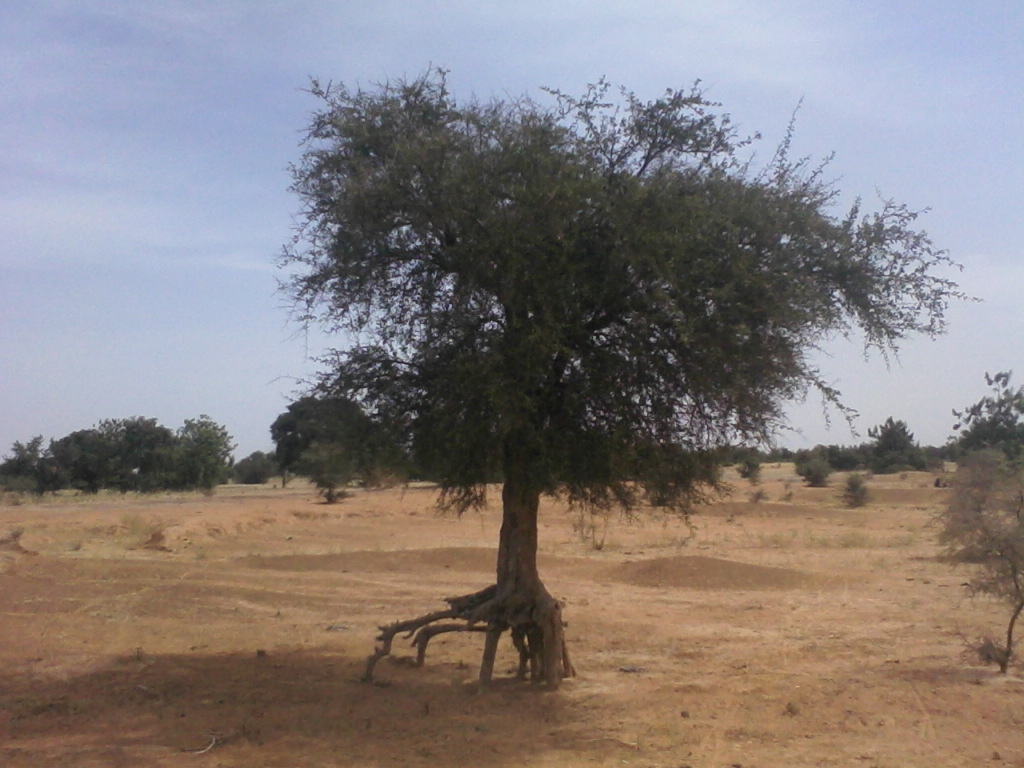
Balanites aegyptiaca
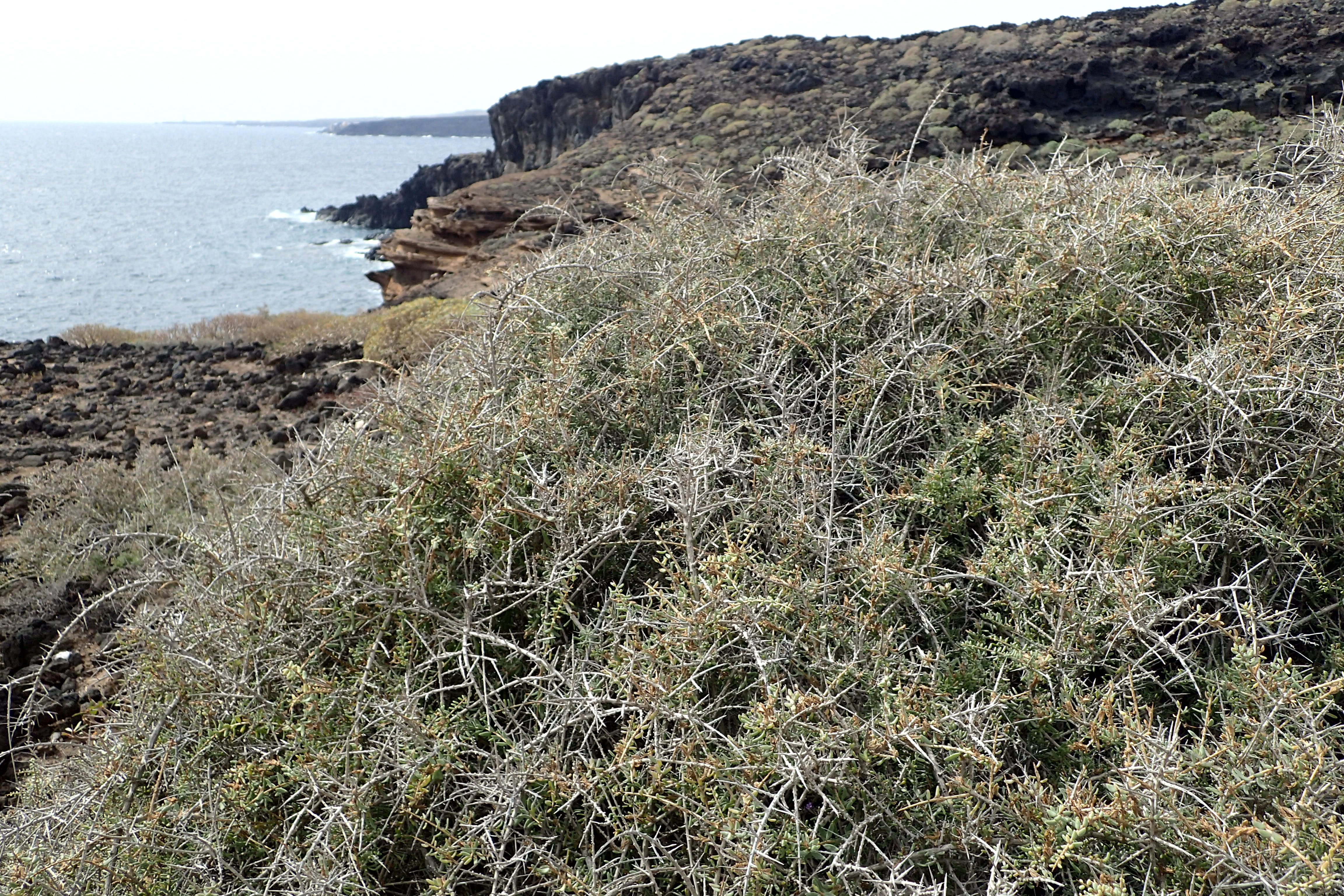
Lycium intricatum
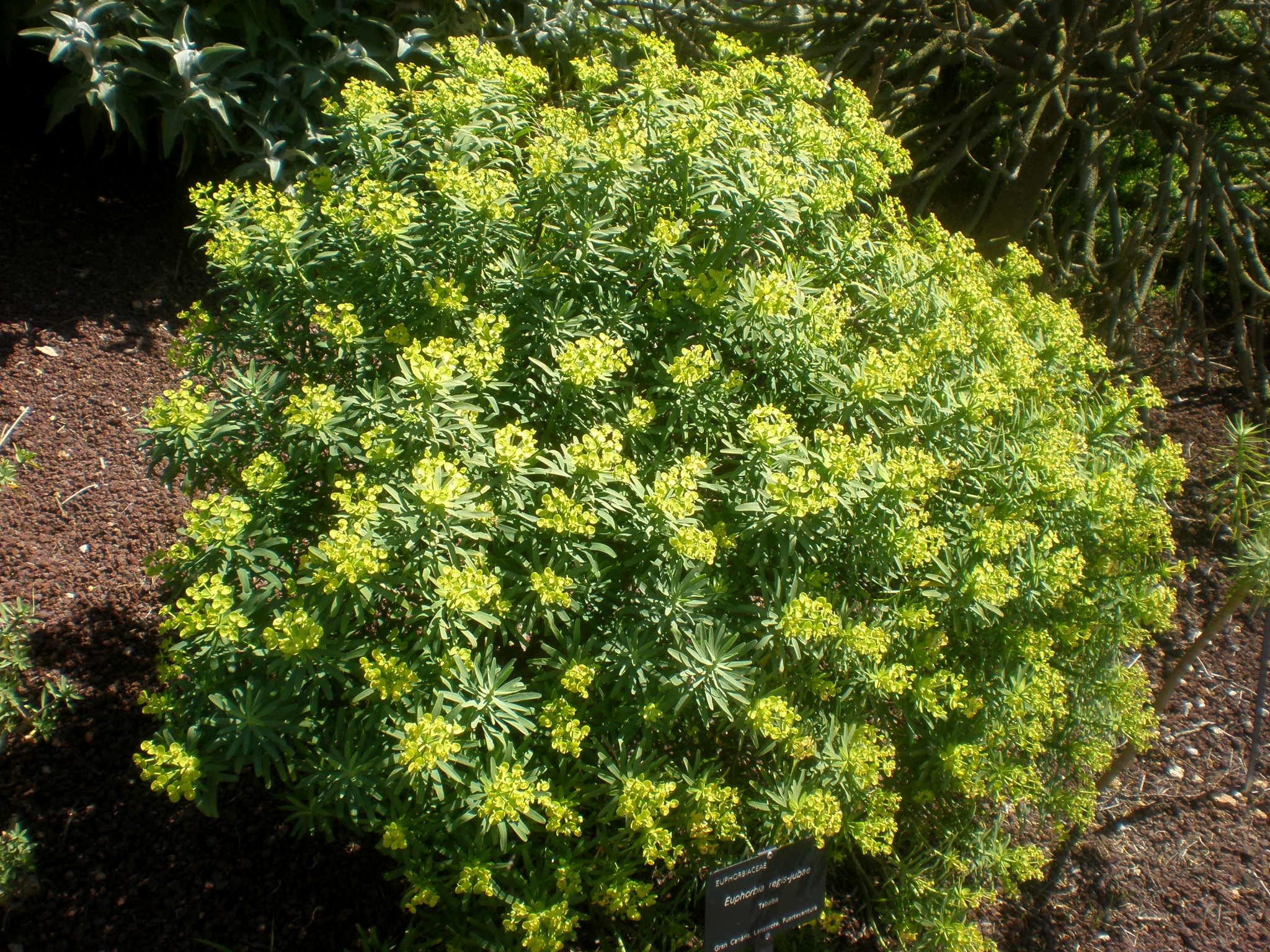
Euphorbia regis-jubae
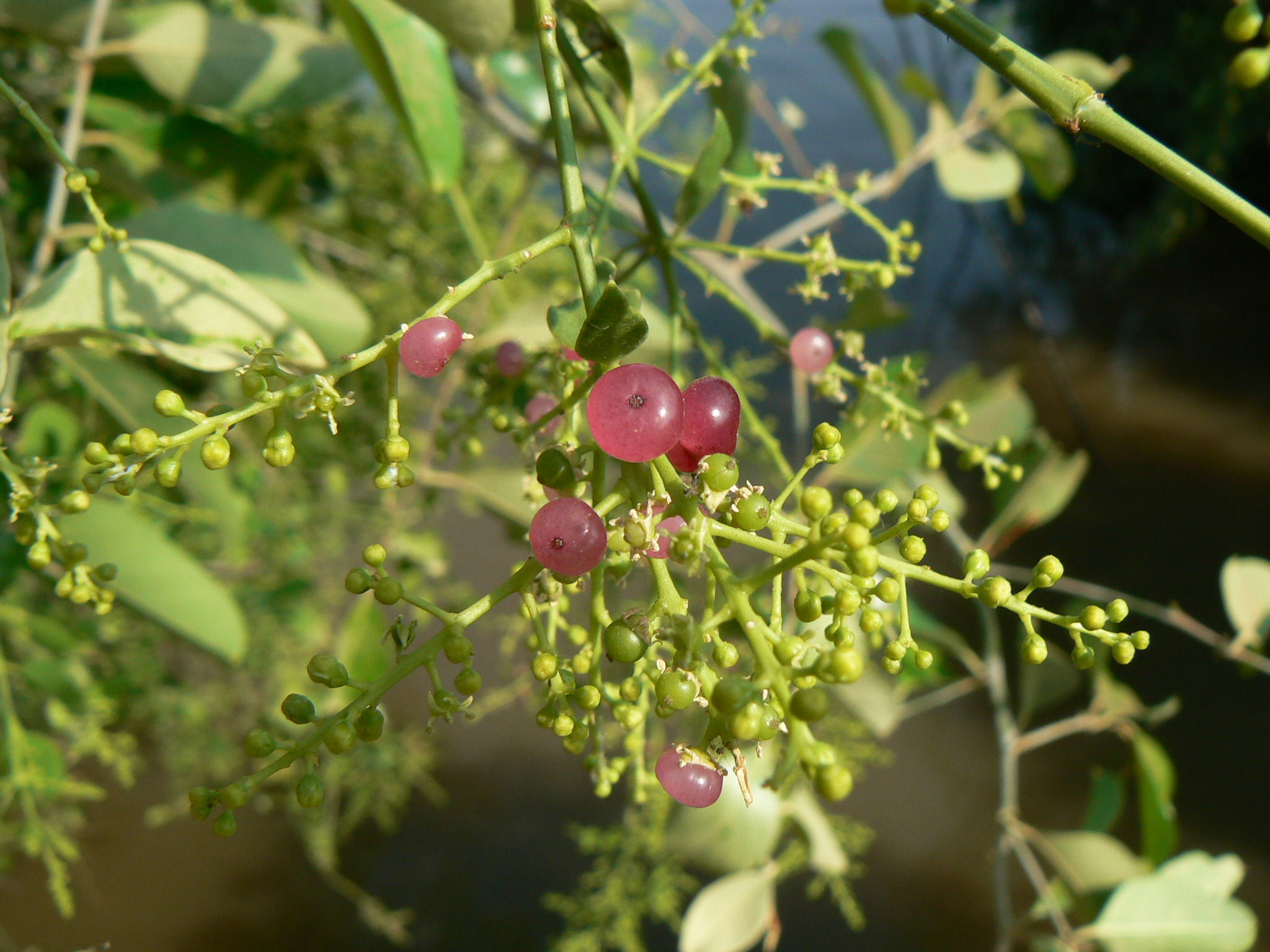
Salvadora persica

## Fauna
De ecoregio kent nauwelijks endemische diersoorten. Een van de weinige soorten die hier wel strikt endemisch is, is de slangensoort Coluber algirus. In de inhammen van Cap Blanc, een schiereiland in de buurt van de stad Mauritaanse Nouadhibou, komen Mediterrane monniksrobben voor, die hier hun laatste bolwerk hebben. 
De grotere baaien aan de kust, met name de Baie d'Ad Dakhla en de Golf van Cintra in de Westelijke Sahara en de Banc d'Arguin in Mauritanië, zijn belangrijke plaatsen waar meer dan twee miljoen waadvogels overwinteren en wel vijftien verschillende soorten. De meest voorkomende zijn bonte strandloper, rosse grutto, krombekstrandloper en tureluur. De meer moerassige delen langs de kust worden gebruikt door honderdduizenden watervogels om te broeden of te migreren, waaronder rode flamingo's. 
Meer landinwaarts komen zoogdieren voor zoals de  Dorcasgazelle, goudjakhals, fennek, zandvos, woestijnkat, honingdas en de gestreepte hyena. Bedreigde soorten zoals de Damagazelle, addax en het jachtluipaard kwamen hier eerder mogelijk ook voor, maar worden er niet meer gevonden.

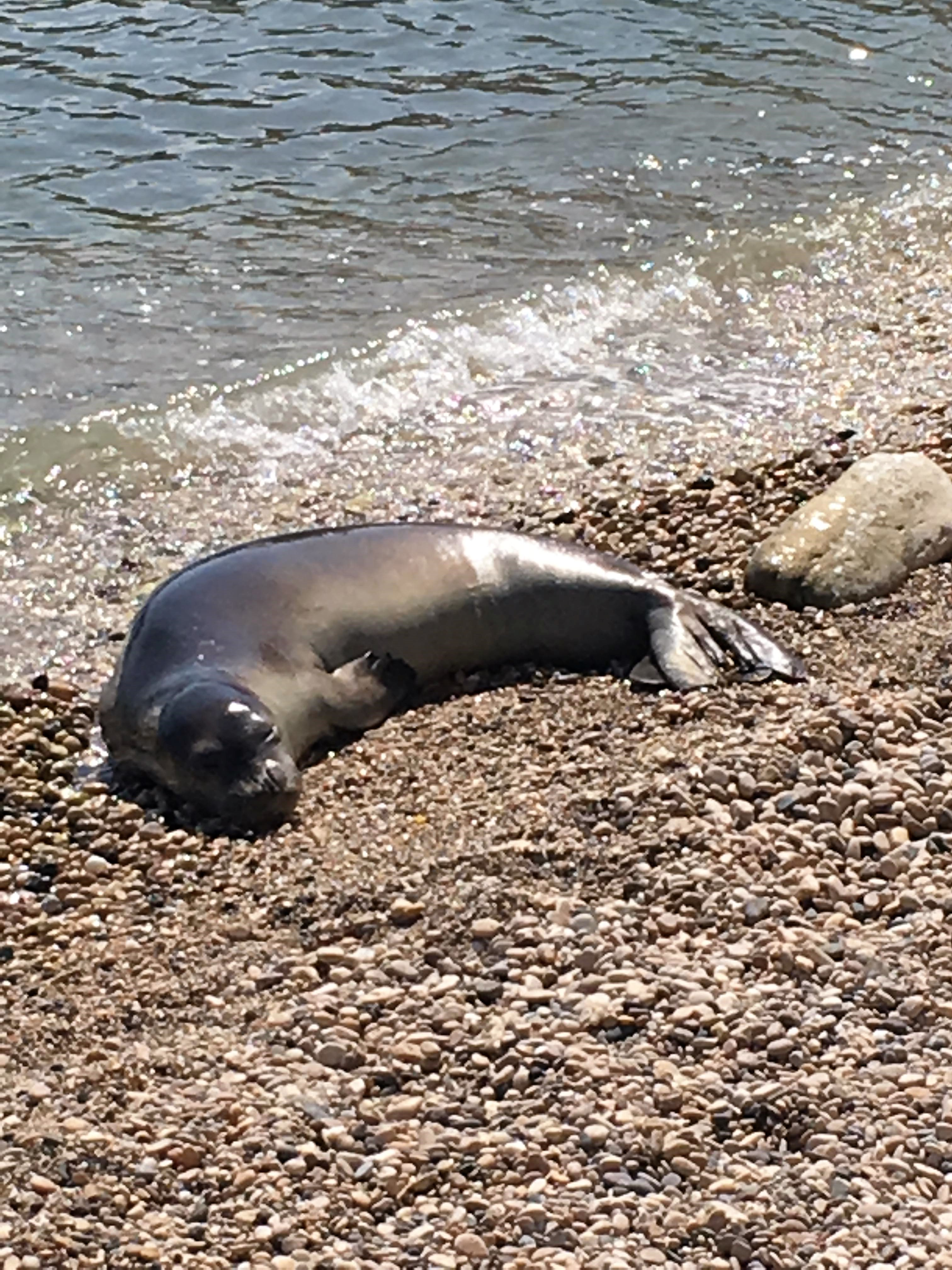
Mediterrane monniksrob
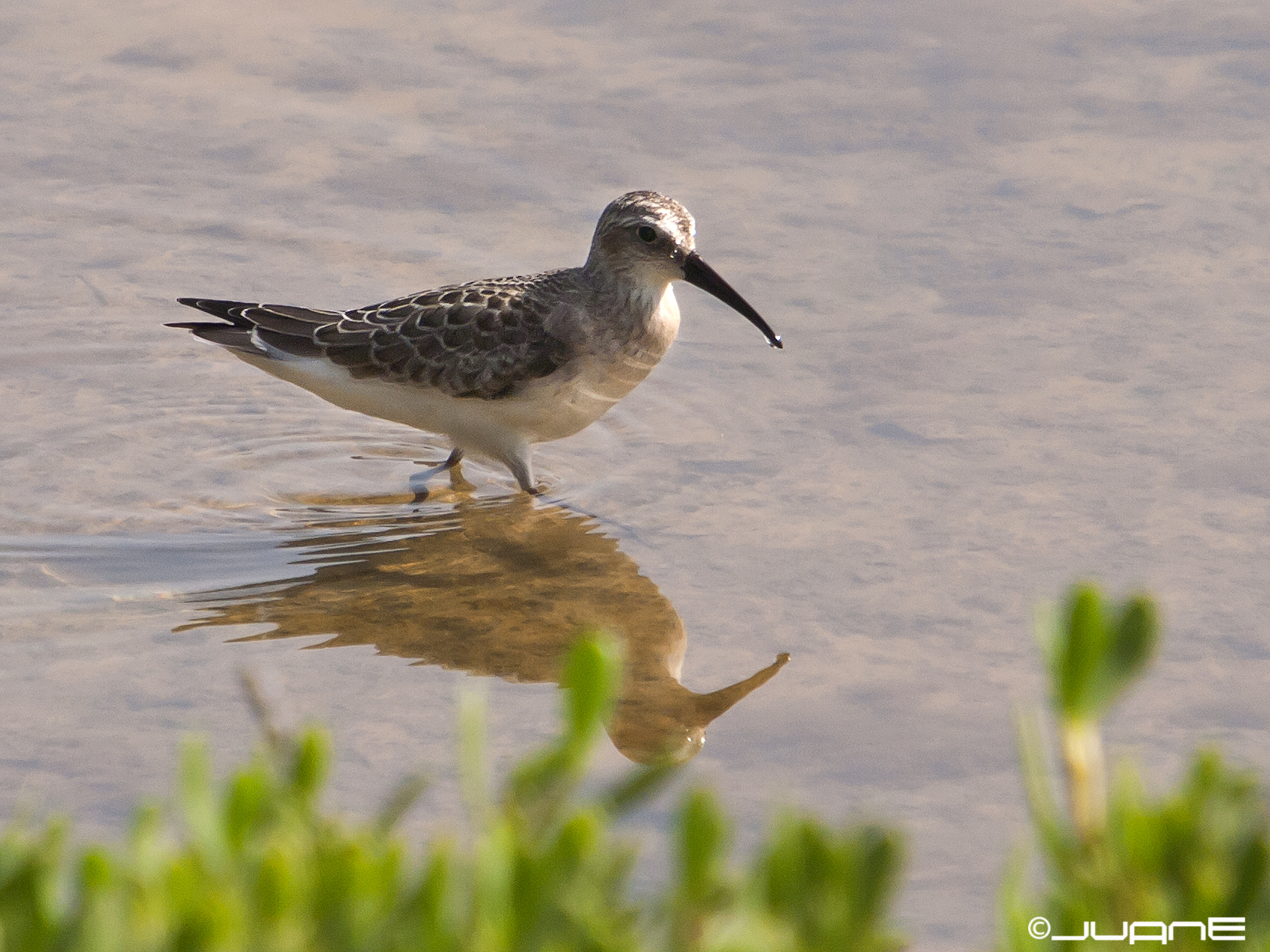
Krombekzandloper
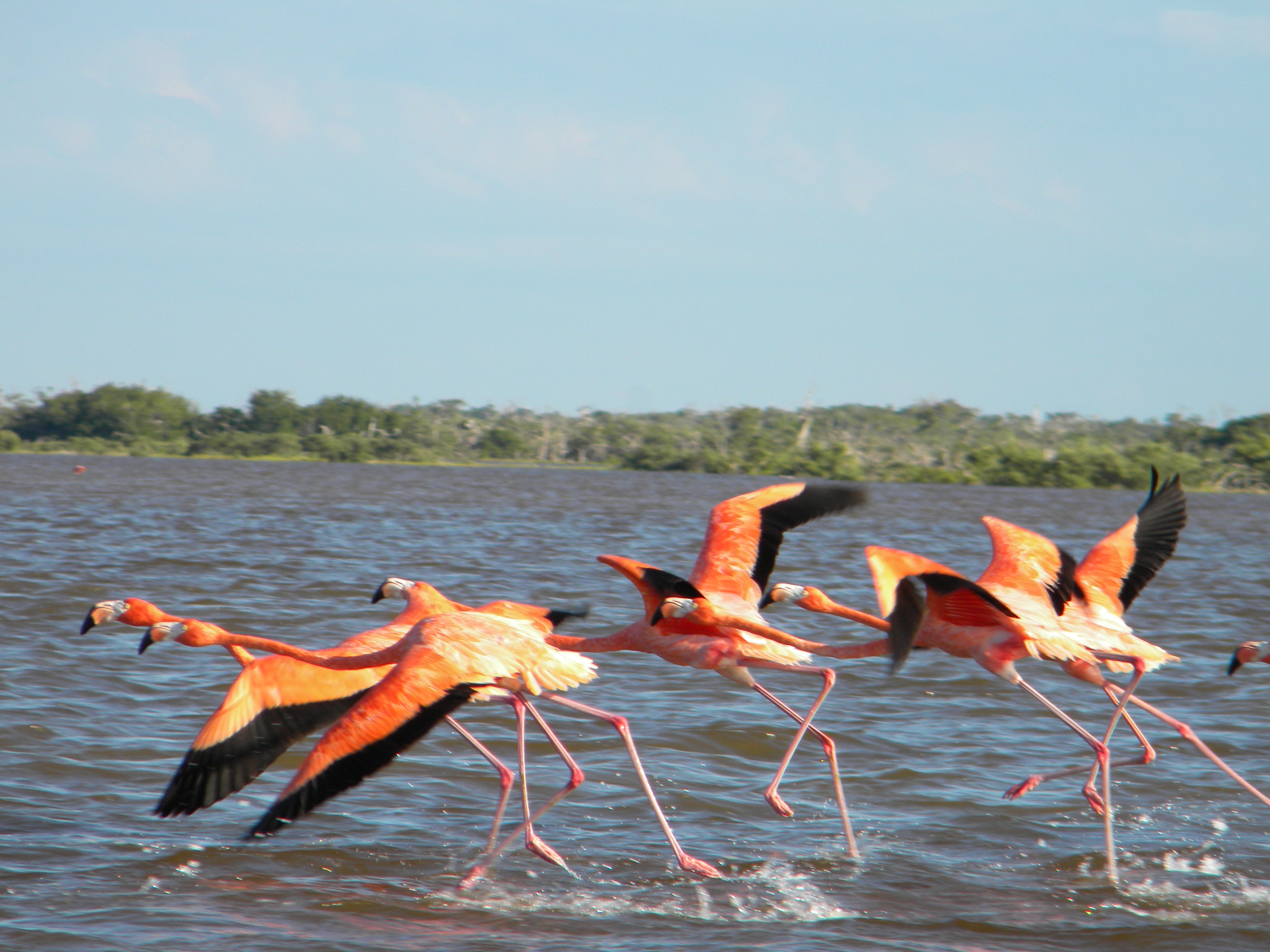
Rode flamingo's
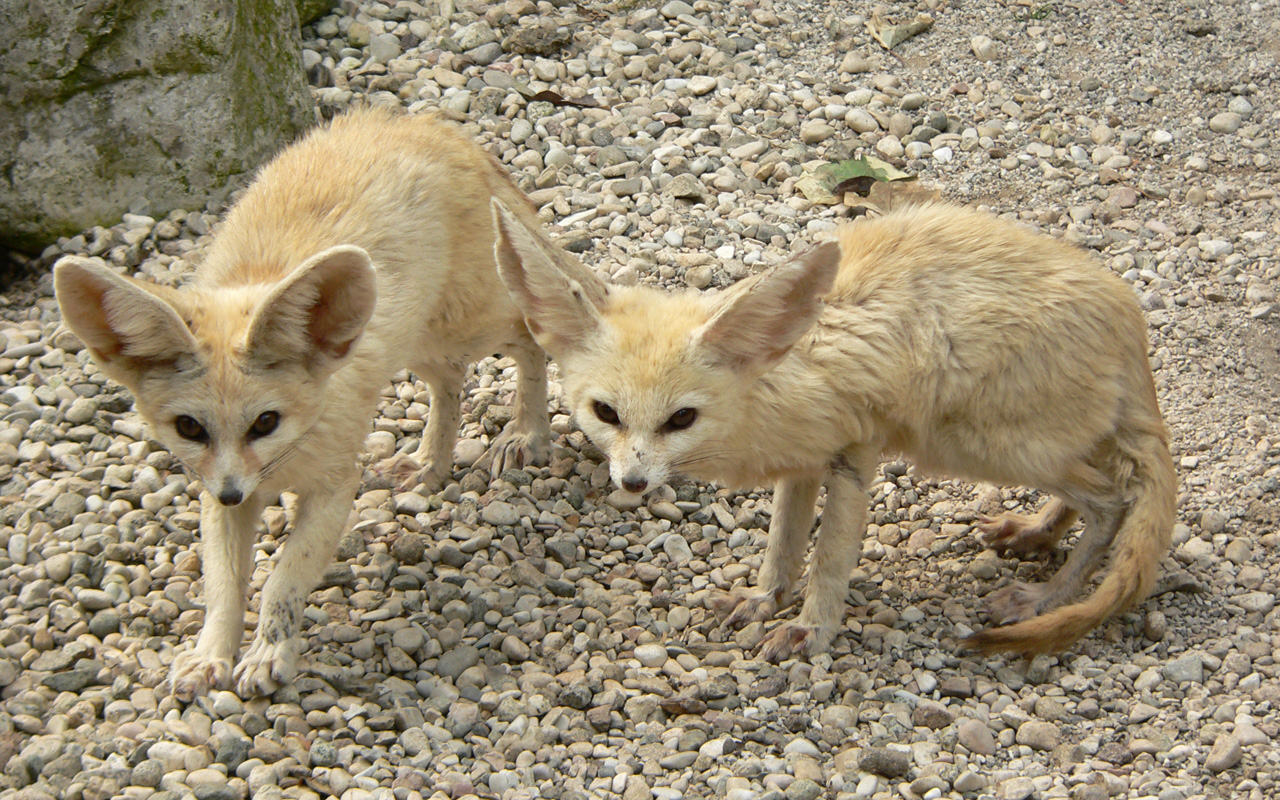
Fenneks
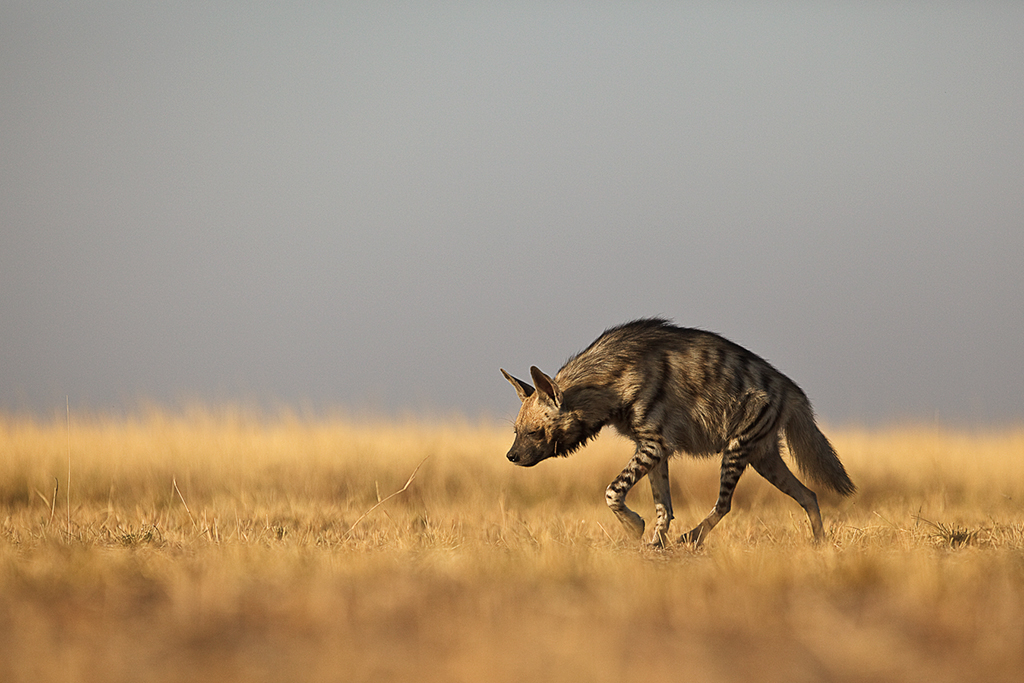
Gestreepte hyena
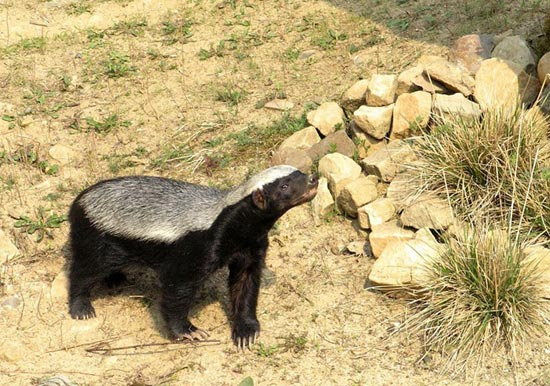
Honingdas